# Acanthepeira cherokee
Acanthepeira cherokee es una especie de araña araneomorfa del género Acanthepeira,  familia Araneidae. Fue descrita científicamente por Levi en 1976.
Se distribuye por los Estados Unidos. La especie se mantiene activa durante todos los meses del año excepto en agosto y diciembre.